# プロピスカ
プロピスカ (ロシア語: пропи́ска; IPA: [prɐˈpʲiskə] ( 音声ファイル), 複数: propiski)は、1917年以前のロシア帝国と1930年代のソビエト連邦で使われた、 居住許可 （英語:  residency permit ）と移住記録。両方の手段だった。

## 解説
文字通りには、プロピスカは人がある与えられた土地に居住することを許可する 国内パスポート （英語:  internal passport in Russia）の署名をほのめかす、「署名」を意味する。